# Letní stadion (Chomutov)
Letní stadion – wielofunkcyjny stadion w Chomutovie, w Czechach. Obiekt może pomieścić 10 000 widzów.
Przed II wojną światową gospodarzem obiektu był niemiecki klub DFK. Po wojnie stadion przejął czeski zespół ČSK (na przestrzeni lat pod różnymi nazwami, obecnie jako FC Chomutov). Zespół ten w przeszłości występował na drugim poziomie rozgrywek ligowych w Czechosłowacji, później także, w latach 2000–2003, w drugiej lidze czeskiej. W 2012 roku otwarty został nowy stadion, na który przeniósł się klub z Chomutowa, a stary obiekt pozostał bez gospodarza.